# Dedulești (okręg Braiła)
Dedulești – wieś w Rumunii, w okręgu Braiła, w gminie Mircea Vodă. W 2011 roku liczyła 902 mieszkańców.